# 平行座標

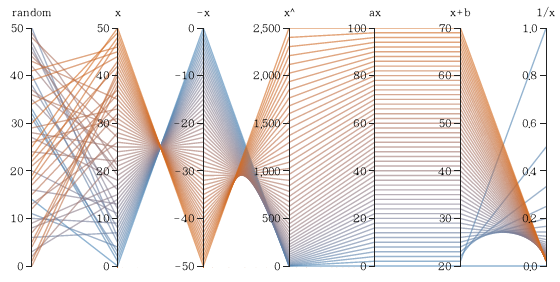

多變數資料集的平行座標呈現方式可以把多變數的交互作用顯現在二維的平面圖上。
傳統數學中不同維度互相正交的基本假設限制了顯現座標系統的方法，因而最多只能觀看三維系統。平行座標的方法把這個假設推翻，而用互相平行的軸來表示不同的維度，這樣一來，能顯現的維度除了螢幕的解析度外，幾乎就沒有什麼限制了。
一個在 N 維空間的點可以轉換成平行座標。每個軸有它自己的刻度，N 維點的各個分量各自落在對應的軸上，而 N 維的資料點就成為連接各個軸上之點的一條折線。舉例來說，一個二維直角坐標系中的點是以一條連接二個平行座標軸的直線來表示。
在平行座標圖上增加維度很簡單，只要在圖的右邊增加座標軸，再把折線延伸過去就可以了。

## 外部連結
- Parallel Coordinates – How it happened （页面存档备份，存于）
- An Investigation of Methods for Visualising Highly Multivariate Datasets （页面存档备份，存于）
- Parallel Coordinates Visualization Applet
- Using Curves to Enhance Parallel Coordinate Visualisations